# Estampie
Estampie (în franceză estampie, în occitană și catalană estampida, în italiană istampitte) este un dans medieval și un gen muzical instrumental sau vocal, bine cunoscut în secolele XIII-XIV. Denumirea a fost, de asemenea, utilizată și în poezie(Bellingham 2002). 

## Gen muzical
Estampie are o formă asemănătoare cu cea de lai, constând într-o succesiune de secțiuni repetitive (Bellingham 2002). Potrivit lui Johannes de Grocheio, estampie a existat atât ca gen vocal, cât și ca gen  instrumental (pentru care el a folosit forma latină a cuvântului, "stantipes"), diferite oarecum ca formă și în care varianta vocală începe cu un refren care se repetă la sfârșitul fiecărui vers (Page 2012). De asemenea, tot potrivit lui Grocheio, secțiunile repetitive, atât în genul vocal, cât și în cel instrumental de estampie purtau denumirea de puncta (la singular punctus)(Hiley 2001), cu forma: 
aa, bb, cc etc..
Cele două enunțuri ale fiecărui punctus diferă numai în privința finalurilor, descrise de Grocheio ca apertum ("deschis") și clausum ("închis"), care considera că șase puncta erau standard pentru stantipes (termenul lui pentru estampie), deși el a fost conștient și de existența unor stantipes cu șapte puncta (Hiley 2001). Structura, prin urmare, poate fi schematizată ca: 
a+x,+y; b+w, b+z etc.
Uneori, aceleași două finaluri sunt utilizate pentru toate puncta, rezultând structura 
a+x,+y; b+x, b+y, c+x, c+y etc.. (Wolf 1900, 98)
O structură similară se regăsea și la saltarello, un alt dans medieval.
Primul exemplu raportat al acestei forme muzicale este piesa „Kalenda maya”, de trubadurul Raimbaut de Vaqueiras (1180-1207), pe melodia de estampida a jongleurilor francezi.
Toate celelalte exemple cunoscute sunt pur instrumentale.

 Exemplele din secolul al XIV-lea includ lucrări estampie cu titluri cum ar fi: "Lamento di Tristano", "La Manfredina", Salterello, "Isabella", "Tre fontane".
Deși estampie este, în general, monofonic, există, de asemenea, compoziții pentru două voci, precum și trei pentru claviatură în Codicele Robertsbridge, din anul 1360.
Potrivit lui Grocheio, fidula a fost instrumentul cel mai reprezentativ al perioadei și al genului stantipes, împreună cu cantus coronatus și ductia fiind principalele genuri cântate pentru cei avuți, la sărbătorile lor (Page 2001).

## Etimologie
Potrivit Oxford English Dictionary, denumirea provine din termenul provensal estampida, femininul cuvântului estampit, participiul trecut al verbului estampir „a răsuna” (Oxford English Dictionary 2005).